# Воротынск (Орловская область)
Воротынск — село в Ливенском районе Орловской области России. 
Входит в Лютовское сельское поселение в рамках организации местного самоуправления и в Лютовский сельсовет в рамках административно-территориального устройства.

## География
Расположено на реке Ливенка, в 9 км к северу от райцентра, города Ливны, и в 118 км к юго-востоку от центра города Орёл.

## Население
| 2002 | 2010 |
| ---- | ---- |
| 449  | ↗464 |

Согласно результатам переписи 2002 года, в национальной структуре населения русские составляли 98 % от жителей.